# 寬果河
寬果河（Kwango River）是非洲中部的河流，全長1,100公里。
寬果河從發源地安哥拉中部高地向北流，成為安哥拉和剛果民主共和國兩國的接壤邊界，在剛果民主共和國班頓杜附近流入開賽河。